# بيرغر أ. بيرسون
بيرغر أ. بيرسون (بالإنجليزية: Birger A. Pearson)‏ هو أكاديمي أمريكي، ولد في 1934 في مقاطعة ستانيسلوس في الولايات المتحدة.